# Biblia regia

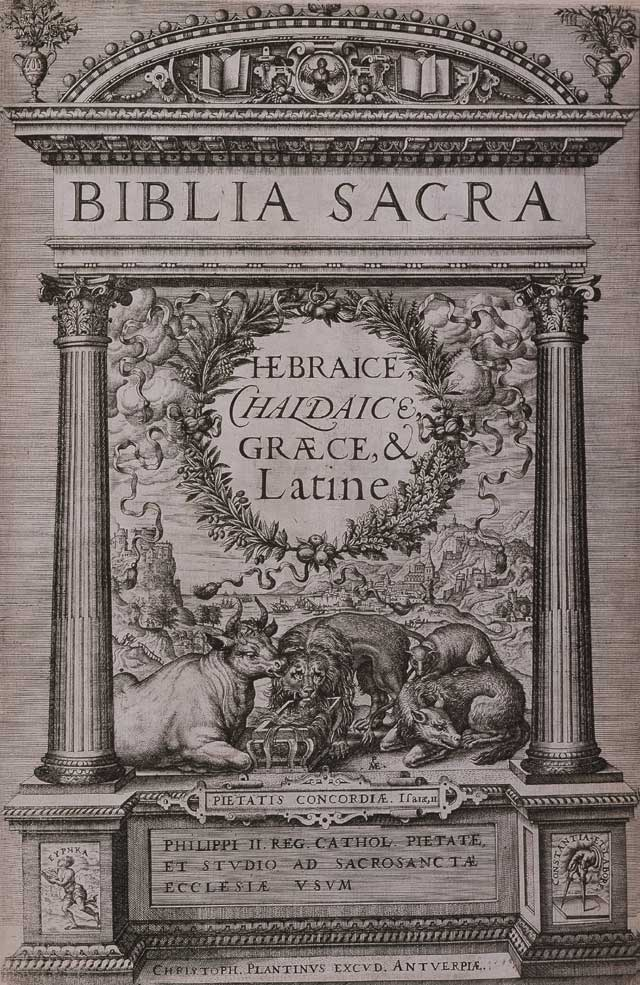
Portada de la Biblia regia.

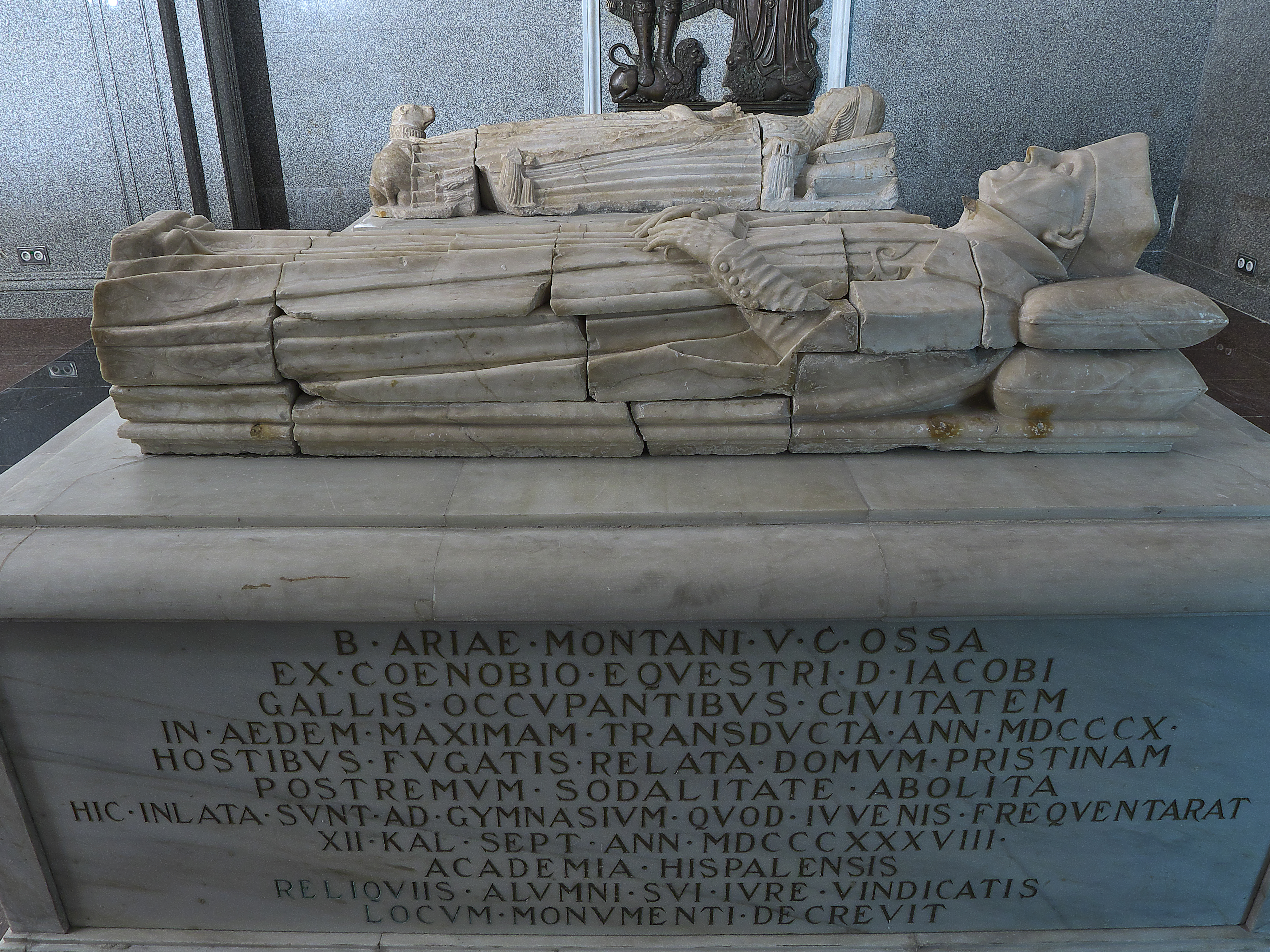
Figura sepulcral de Benito Arias Montano con la Biblia Regia (1606). Panteón de Sevillanos Ilustres.

La Biblia regia o Políglota de Amberes (1568-1572) contiene el texto bíblico de la Biblia Políglota Complutense, una biblia con versiones en hebreo, griego, arameo y latín. Además incluye el Tárgum arameo de Jonatán y la Versión Peshitta siriaca de las Escrituras Griegas Cristianas o Nuevo Testamento.
El texto hebreo está dotado de signos de puntuación vocálica, revisado a partir de la versión en esta lengua de Jacob ben Hayyim, y se convirtió en base para posteriores versiones de la Biblia.
La Biblia regia constaba de ocho volúmenes y el trabajo hasta su publicación definitiva se extendió durante cinco años. Se imprimieron 1213 ejemplares. Fue editada por el biblista y erudito Benito Arias Montano e impresa por el maestro Cristóbal Plantino.
Se la denominó Biblia Regia porque su patrocinador fue el rey Felipe II. Recibió el nombre de Políglota de Amberes por haber sido impresa en esa ciudad, entonces perteneciente al Imperio español.

## Historia
Benito Arias Montano recibió instrucciones reales el 30 de marzo de 1568 y el 18 de mayo llegó a Amberes. Plantin estaba entonces en un viaje de negocios en París; En su ausencia, Montano viajó a Bruselas y Lovaina, obteniendo el apoyo de las autoridades seculares y espirituales. Ya en ese momento, se enfrentó a la dura oposición de León de Castro, quien, antes de comenzar a trabajar, acusó a los creadores de la Políglota de "judaización" y la desviación de la tradición de la Vulgata. En 1570, León de Castro lanzó una campaña activa contra un libro inédito, que condujo al arresto de su oponente español, Luis de León, en 1572.
La intención inicial de repetir la publicación de la Complutense se transformó significativamente después de que Montano se uniera al proyecto, al tiempo que conservaba las tareas didácticas de la primera Políglota. Se suponía que la Políglota de Amberes no solo sería una publicación científica de textos antiguos, sino también un libro para leer. Sin embargo, fueron los censores de Lovaina quienes insistieron en la inclusión de diccionarios y gramáticas en la Políglota. El consejo editorial estaba compuesto por eruditos franceses y holandeses de la época, incluidos místicos: Guy Löfevre de la Baudry, Guillaume Postel, Jan van Gorpe, Franciscus Raphelengius, yerno de Plantin. El consejo editorial incluía a un judío bautizado, profesor de la Universidad de Lovaina, Johannes Isaac Levita, autor de "Gramática judía". Baudry escribió en el prefacio al sexto que los eruditos de Lovaina proporcionaron servicios invaluables al proyecto: el censor Harlemius durante tres meses comparó el texto griego y sirio palabra por palabra.
Para imprimir el texto griego, Plantin echó la fuente según los bocetos y bajo la supervisión de Robert Granion, también reprodujo el extrangelo sirio , utilizado tanto en el texto bíblico como en el diccionario y la gramática. La tipificación del texto hebreo se realizó bajo la dirección de Guillaume le Beaux; se utilizó la fuente de la primera impresora judía Daniel Bomberg , comprada a su bisnieto Cornelis van Bombergen. El trabajo de impresión comenzó el 7 de agosto de 1568, el primer volumen se completó el 12 de marzo de 1569, el segundo, el 8 de octubre de ese año. En 1570, surgió la cuestión de incluir gramáticas en los idiomas sirio y arameo, para lo cual Plantin tomó la gramática de Caninius, publicada en 1554 en París. La impresión políglota ocupaba casi todas las instalaciones de impresión de Plantin: 18 máquinas de impresión estaban involucradas en la empresa; Durante la preparación del texto, un total de 80 personas fueron empleadas durante cuatro años consecutivos.
El trabajo editorial sobre los textos se completó en mayo de 1570, sin embargo, tardó otros seis meses en finalizar todos los textos y su diseño. Tomó mucho tiempo conciliar el prefacio de Montano con las universidades de París y Lovaina, pero los problemas apenas comenzaban. En mayo de 1572, el rey expresó su deseo de presentar una nueva edición de la Biblia en Roma, que fue confiada a Pedro de Fuentidouenhas, quien actuó a través del embajador español de Zoonig. El Colegio de Cardenales anunció que el Talmud y los tratados de Sebastián Munster utilizados por Mazius para comentar sobre textos arameos y judíos ingresado en el Índice de libros prohibidos. El rey Felipe envió urgentemente a Montano a Roma, y Mazius escribió varias cartas de exoneración. Sin embargo, la muerte del papa Pío V y los eventos posteriores arrastraron drásticamente el asunto. En 1574, cuando apareció en el aire la cuestión de la publicación de Políglota, León de Castro lanzó un feroz ataque contra los editores. Al final del año, se presentó ante el rey en Madrid y anunció la necesidad de una revisión completa de la edición de seis volúmenes, ya que sus editores preferían los textos judíos al latín, que deberían erradicarse de los comentarios y el aparato científico. El rey estaba sordo a sus palabras, y de Castro se volvió hacia la Inquisición. Se decidió que la Inquisición se guiaría por las decisiones de Roma, donde todavía se encontraba Montano. En enero de 1576, la congregación bajo el liderazgo del cardenal Bellarmin adoptó un decreto sobre la primacía del texto latino y la imposibilidad de corregirlo de otra manera. El papa Gregorio XIII, que no quería discutir con el rey español, simpatizaba con la publicación, transfirió el derecho de decisión final a los teólogos españoles.
En España, Juan de Mariana (1535-1624) fue nombrado censor jefe de la inquisición, oficialmente, esto sucedió el 16 de agosto de 1577. La situación con la publicación de Políglota fue la siguiente: en términos de textología, nadie intentó atacar la Vulgata, el prólogo de Montano también enfatizó la prioridad de la Biblia latina, pero en el aparato científico, artículos y diccionarios, el número de citas del Talmud, los comentarios rabínicos y otras cosas excedieron el número de referencias a los Santos Padres. Mariana concluyó que el comité editorial era demasiado pequeño y que la inclusión de Mazius, Baudry y Postel fue un error. Sin embargo, no se violaron principios doctrinales ni decretos canónicos.
En general, la resolución de censura debía esperarse por más de 10 años. Finalmente, se permitió distribuir el Políglota de Amberes a través de las posesiones españolas, pero se colocaron advertencias de censura sobre los peligros de estudiar los Targums y algunos otros textos en algunas copias.
Además de los problemas teológicos y políticos, los problemas serios de la edición de Amberes eran financieros. Después de terminar el trabajo, Plantin recibió una pensión real de 400 florines al año, pero fue un alquiler de propiedades confiscadas. El antiguo propietario de estas propiedades desafió la confiscación en los tribunales, por lo que la impresora nunca recibió nada. El propio Plantin afirmó que había sufrido pérdidas financieras significativas y estimó el costo de publicación en 35,175 florines, a pesar de que desde 1568 el tesoro real no había transferido ningún fondo. Por real decreto, Plantin recibió el monopolio de la publicación de literatura litúrgica en posesiones españolas y el título de "Impresor real", que le permitió dejar 135.718 florines a los herederos de la propiedad.